# Goffredo Parise
Goffredo Parise (Vicenza, 8 dicembre 1929 – Treviso, 31 agosto 1986) è stato uno scrittore, giornalista, sceneggiatore, saggista e poeta italiano.
La sua attività di scrittore iniziò con romanzi di un freddo realismo non privo però di ironia e di momenti di poesia. Passò poi a narrare la grottesca vita di provincia ottenendo con Il prete bello nel 1954 il primo successo letterario; grazie all'appoggio di Eugenio Montale acquisì notorietà internazionale. Collaborò con diverse case editrici e svolse un'intensa attività di giornalista. Notevoli furono i suoi reportages di viaggio, in particolare su Cina, Vietnam e Biafra. Nei suoi ultimi romanzi pose il dito sul mondo industriale e l'alienazione dell'uomo moderno in una società spesso dominata dalla violenza.

## Biografia
(Goffredo Parise, Sillabari)

Goffredo Parise

Goffredo Parise nasce a Vicenza l'8 dicembre del 1929. La mamma Ida Wanda Bertoli, ragazza madre, nel 1937 sposa il giornalista Osvaldo Parise, direttore del Giornale di Vicenza; il piccolo Goffredo, sempre alla ricerca di una figura paterna, gli si affeziona ed è ricambiato, e Parise dopo otto anni lo riconosce come figlio.
Goffredo appena quindicenne partecipa alla resistenza nella provincia di Vicenza; finita la guerra consegue la maturità classica da privatista. In seguito si iscrive a vari indirizzi universitari, senza ottenere mai una laurea (sarà laureato «ad honorem» in Lettere solo nel 1986 dall'Università degli Studi di Padova).
Grazie al padre adottivo incomincia a scrivere per quotidiani come Alto Adige di Bolzano, L'Arena di Verona e il Corriere della Sera, e in questo periodo il giovane capisce la sua vera passione: l'inclinazione a scrivere storie. Parise nel 1950 si trasferisce a Venezia e in una stanza in affitto scrive il suo primo libro, il «cubista» Il ragazzo morto e le comete, pubblicato dall'amico Neri Pozza (il quale però suggerisce cambiamenti che Parise si rifiuta di fare).
Dopo un'iniziale stroncatura sia dalla critica sia dal pubblico, Parise pubblica nel 1953 il libro La grande vacanza, con una lusinghiera recensione di Eugenio Montale sul Corriere della Sera: « [...] affascinato dall'abilità di Parise e dal suo calarsi nell'infanzia senza modi nostalgici e crepuscolari»; questo libro viene definito nel 1968 da Carlo Bo "autentica poesia".
Nel 1953 si trasferisce a Milano, dove lavora alla casa editrice di Livio Garzanti e dove conosce Leo Longanesi, che lo incoraggia a continuare a scrivere. Con il romanzo Il prete bello (1954) lo scrittore acquisisce grande notorietà non solo in Italia, ma, con decine di traduzioni, anche all'estero. Intanto è diventato amico di Eugenio Montale e Domenico Naldini. Si sposa il 29 agosto 1957 con Mariolina Sperotti, detta «Mariola», giovane vicentina. Testimone di nozze è l'amico Giovanni Comisso.
Cominciano gli anni di spostamenti e viaggi. Tornando a Vicenza incontra Guido Piovene, del quale diventa amico, scoprendo però di non volere più tornare nella sua città. Dopo una vacanza a Capri è indeciso se tornare a Milano o a Venezia o andare a Roma, dove vive un altro amico, Carlo Emilio Gadda, del quale diventerà nel 1964 vicino di casa e da cui, in qualità di ingegnere, fu aiutato a scegliere l'appartamento al secondo piano di via della Camilluccia 201, come raccontato in un simpatico aneddoto da Giosetta Fioroni al Corriere della Sera. Nel 1956 pubblica Il fidanzamento e nel 1959 Amore e fervore (che poi verrà intitolato Atti impuri). Nel 1961 fa un lungo viaggio in America, dove Dino De Laurentiis vorrebbe che scrivesse un film per il regista Gian Luigi Polidoro. È insieme colpito e deluso da New York, ma soprattutto è affascinato dai viaggi e, appena uscito Il padrone (1965), visita la Cina, il Laos, il Vietnam, la Malaysia, e di nuovo New York, Londra, Parigi, Giacarta, Tokyo, Mosca (reportage in parte raccolti postumi in Lontano).

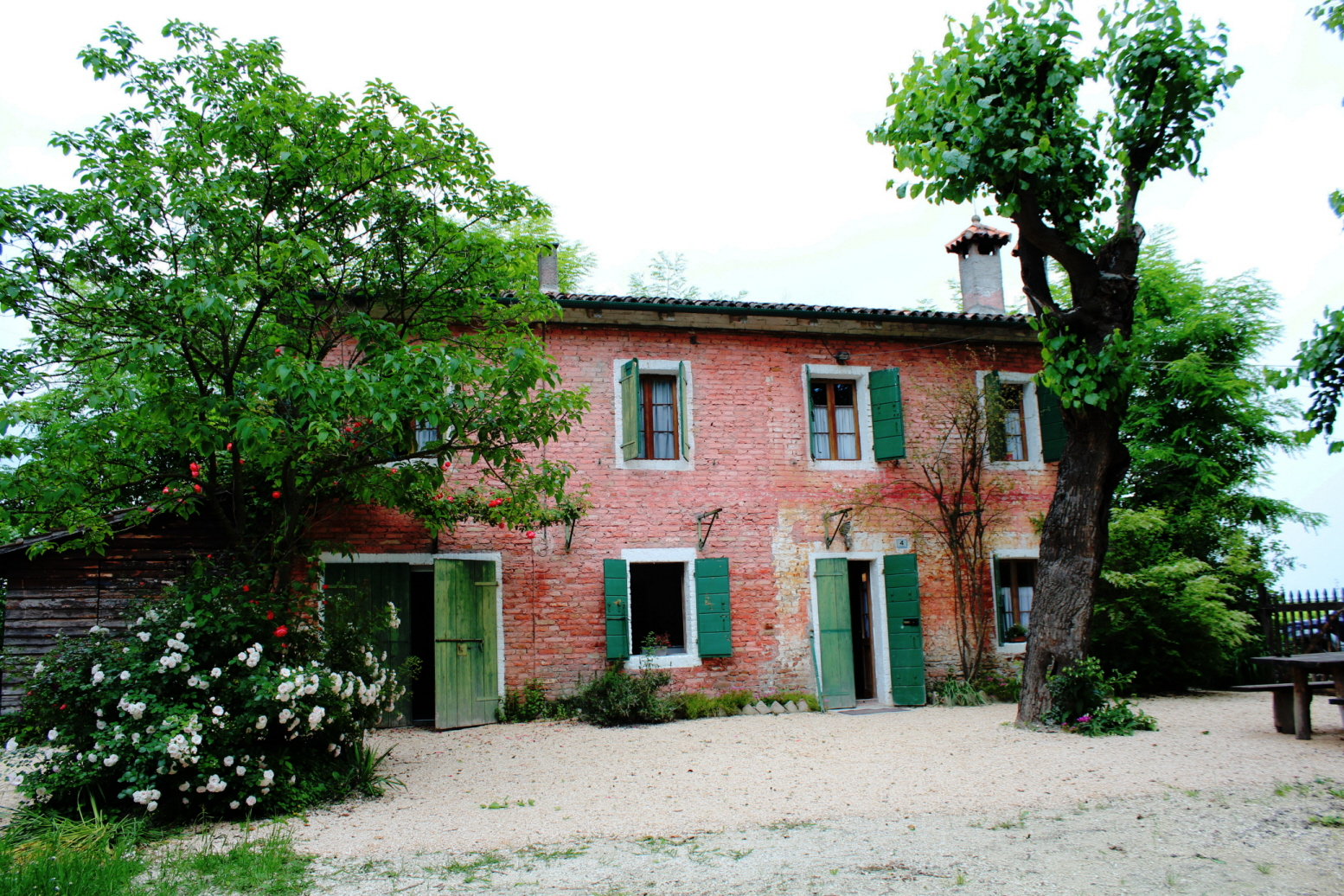
La "Casa delle Fate" nella Golena del Piave in via Gonfo 4 a Salgareda. A questa dimora seguirà l'appartamentino in Borgo Sottotreviso a Ponte di Piave e infine la Casa Rossa, sempre a Ponte di Piave, dove riposano le sue ceneri.

È ormai uno scrittore affermato e frequenta intellettuali, scrittori, registi e pittori nella Roma degli anni sessanta. Ma i suoi punti di riferimento sono Gadda, Moravia e La Capria, e poi nel 1963 incontra Giosetta Fioroni che considera la sua nuova compagna (con la moglie il matrimonio è naufragato da tempo). In occasione de Il padrone è passato da Garzanti a Feltrinelli, e qui pubblica anche Il crematorio di Vienna (1969). Compra  una casa nel bosco di Salgareda, nel trevigiano. Escono I sillabari, il primo volume nel 1972 presso Einaudi e il secondo nel 1982 nella collana «Medusa» di Arnoldo Mondadori Editore, che raramente pubblica italiani, ma nella quale Parise voleva essere incluso perché vi aveva letto i suoi amati Ernest Hemingway e William Somerset Maugham, che sono i suoi principali riferimenti non italiani con Yasunari Kawabata e Truman Capote (ma anche Lev Tolstoj e Charles Darwin).
Nella primavera del 1979 ha un infarto. In estate scrive il romanzo L'odore del sangue, che sarà pubblicato postumo. Nel 1980, ristabilitosi, fa un lungo viaggio in Giappone che gli ispira «quell'interpretazione o meditazione sull'Estremo Oriente» intitolata L'eleganza è frigida.
Sofferente di un'arteriopatia diffusa, gli vengono impiantati quattro bypass aorto-coronarici e alla fine del 1981 inizia un ciclo di dialisi che dura sei anni. Nel 1986, malato e senza più forze per scrivere, detta una trentina di poesie a Omaira Rorato, la sua ultima compagna dal 1976, e a Giosetta Fioroni (che gli si era riavvicinata per assisterlo nella sua casa di Ponte di Piave, dove Parise trascorre gli ultimi giorni). Ricoverato all'ospedale Ca' Foncello di Treviso, alle 9 di mattina del 31 agosto 1986 non riesce a muoversi né a respirare. Gli infermieri cercano di metterlo in una posizione più comoda; risultando inutili i loro tentativi, Parise li ferma dicendo "non ne vale la pena" e muore.

## La scrittura
Il suo lavoro di scrittore inizia con la prosa sperimentale de I movimenti remoti (1948), un'opera scritta a mano su settanta fogli numerati riapparsi, per merito di Claudio Altarocca, nel 1972 e ricomposti definitivamente nel 2005. Il manoscritto, dato per disperso per oltre cinquant'anni è stato pubblicato da Fandango Libri nel 2007 in un'edizione a cura di Emanuele Trevi. Questa prosa, scritta all'età di diciotto anni, preannuncia il romanzo surreale Il ragazzo morto e le comete (1951) seguito da La grande vacanza (1953). La sua opera prosegue con il realismo della trilogia veneta costituita dai romanzi Il prete bello (1954), Il fidanzamento (1956) e Atti impuri (1959, pubblicato originariamente con il titolo Amore e fervore per volontà della casa editrice, nel 1973 con il titolo scelto dall'autore).
La lingua riesce a rendere tutte le sfaccettature della realtà quotidiana, la sua ripetitività, ma ne fa emergere, al tempo stesso, gli aspetti più insoliti, gli esiti più inattesi. Questo connubio di realismo e tendenza alla deformazione grottesca trova un esito significativo nel romanzo Il padrone (1965), parabola di un impiegato che finisce per essere plagiato dalla personalità del suo capoufficio (pare che Garzanti vi si riconoscesse), all'insegna di un paradossale contatto di Parise con il filone della letteratura industriale che in quegli anni vedeva impegnati autori come Ottiero Ottieri e Paolo Volponi.
Seguirono i racconti di Il crematorio di Vienna (1969) e l'opera di teatro L'assoluto naturale (1967). In Sillabario n. 1 (1972) e Sillabario n. 2 (1982), con cui si aggiudica il premio Strega, lo scrittore dedica un breve racconto a ogni sentimento, in ordine rigorosamente alfabetico, riscoprendo in questo modo, dopo tanti viaggi e tante esperienze, il valore più autentico delle emozioni. In quest'ottica va interpretato anche l'ultimo, discusso romanzo L'odore del sangue, tanto sensuale e violento quanto affascinante, apparso postumo nel 1997.
La grande bravura del Parise giornalista emerge da alcuni vivacissimi reportage di viaggio, tra i quali Cara Cina (1966), frutto di diciannove articoli pubblicati sul Corriere della Sera e poi assemblati a formare i capitoli del libro. Parise in questo reportage utilizza un metodo basato su due aspetti fondamentali: il primo è quello di immergersi completamente nella realtà cinese, abbandonando per qualche giorno il proprio background culturale umanistico e occidentale, al fine di comprenderne al meglio la natura assai misteriosa; il secondo stratagemma è quello dell’uso dell’intervista, attraverso cui lo scrittore lascia parlare direttamente l'interlocutore così che le opinioni e i ragionamenti sulla Cina non siano quelli astratti del visitatore bensì quelli di chi conosce a fondo la realtà del territorio. Successivamente a Cara Cina, Parise scrive Due o tre cose sul Vietnam (1967), Guerre Politiche. Vietnam, Biafra, Laos, Cile (1976) e il libro dedicato al Giappone L'eleganza è frigida (1982). Caratteristica peculiare di tutti i reportage parisiani è l’assenza di giudizi politici e ideologici. A confermare la grande curiosità di Parise, la sua disponibilità a confrontarsi con codici espressivi diversi sono anche alcune collaborazioni cinematografiche, in qualità di sceneggiatore per i registi Mauro Bolognini, Gianni Puccini, Luciano Salce e Tonino Cervi.
Legato a una tradizione letteraria vicentina che parte da Antonio Fogazzaro e arriva a Guido Piovene, di cui fu grande amico, Parise è riuscito a raccontare la realtà in cui fin dall'infanzia, come figlio illegittimo, si è trovato a vivere: una realtà fatta spesso di pregiudizi, di piccole e grandi viltà che i suoi personaggi affrontano con un feroce (spesso dolceamaro) sarcasmo e una tenace, insensata e meravigliosa voglia di vivere.

## Opere

### Narrativa
- Il ragazzo morto e le comete, Venezia, Neri Pozza, 1951.
- La grande vacanza, Venezia, Neri Pozza, 1953.
- Il prete bello, Milano, Garzanti, 1954.
- Il fidanzamento, Milano, Garzanti, 1956.
- Amore e fervore, Milano, Garzanti, 1959; con il titolo Atti impuri, Torino, Einaudi, 1973.
- Il padrone, Milano, Feltrinelli, 1965.
- Gli americani a Vicenza, Milano, All'insegna del pesce d'oro, 1966. Gli americani a Vicenza e altri racconti 1952-1965, Milano, A. Mondadori, 1987. ISBN 88-04-30092-2.
- L'assoluto naturale, Milano, Feltrinelli, 1967.
- Il crematorio di Vienna, Milano, Feltrinelli, 1969.
- Sillabario n. 1, Torino, Einaudi, 1972.
- Sillabario n. 2, Milano, A. Mondadori, 1982.
- Arsenico, Treviso, Becco giallo, 1986. ISBN 88-85832-00-8.
- I movimenti remoti, Macerata, Quodlibet, 1995; Roma, Fandango libri, 2007. ISBN 978-88-6044-030-3. (scritto nel 1948)
- L'odore del sangue, a cura di Cesare Garboli e Giacomo Magrini, Milano, Rizzoli, 1997, ISBN 88-17-66076-0. [scritto nel 1979]
- Sillabari veneti, Vicenza, Ronzani Editore, 2016. ISBN 978-88-94159-41-7.
- La politica. Trotto leggero, in "Riga", n. 36, 2016. [romanzo incompiuto di 16 capitoli in 71 cartelle dattiloscritte]

### Saggistica
- Un sogno improbabile, Vicenza, Libreria Galleria due Ruote, 1963.
- Cara Cina, Milano, Longanesi, 1966.
- Due, tre cose sul Vietnam, Milano, Libreria Feltrinelli, 1967; 1968.
- Biafra, Milano, Libreria Feltrinelli, 1968.
- Guerre politiche. Vietnam, Biafra, Laos, Cile, Torino, Einaudi, 1976.
- L'eleganza è frigida, Milano, Mondadori, 1982.
- New York, Venezia, Edizioni del Ruzante, 1977.
- Veneto barbaro di muschi e nebbie. Quattro racconti. Veneto barbaro di muschi e nebbie, Il ghetto di Venezia, Accadde a Cortina, La mia patria, con scritti di Alberto Moravia e Nico Naldini, Bologna, Nuova Alfa, 1987, ISBN 88-7779-028-8.
- Un sogno improbabile. Comisso, Gadda, Piovene, Milano, Libri Scheiwiller, 1991. ISBN 88-7644-163-8.
- Verba volant. Profezie civili di un anticonformista, Firenze, Liberal libri, 1998. ISBN 88-8270-001-1. [Scritti già pubbl. in Corriere della sera e Panorama, 1974-1975]
- Lontano, Cava de' Tirreni, Avagliano, 2002. ISBN 88-8309-087-X. [Scritti già pubbl. in Corriere della sera, 1982-1983]
- Quando la fantasia ballava il «boogie», Milano, Adelphi, 2005. ISBN 88-459-1973-0.

### Poesie
- Dieci poesie, Rizzoli, Roma novembre 1997, 2000 copie numerate non venali.
- Poesie, scelte e introdotte da Silvio Perrella, Milano, Rizzoli, 1998, ISBN 88-17-67995-X.
- Poesie, edizione bilingue, trad. Maria-Josè Tramuta, introduzione e commento di Dalila Colucci, Bruxelles, Cahiers de l'Hôtel de Galliffet, 2016.

### Opere raccolte
- Sillabari, Milano: Mondadori «Oscar», 1984; Milano: Adelphi, 2004 e 2009.
- Opere, 2 voll., Collana I Meridiani, Milano: Mondadori, 1987-1989, a cura di Bruno Gallagher e Mauro Portello, con introduzione di Andrea Zanzotto.

### Epistolari
- Goffredo Parise e Neri Pozza, Lettere, a cura di Fernando Bandini, Vicenza: Erripiduevento, 1995
- Luigi Urettini (a cura di), Lettere a Giovanni Comisso, Lugo: Edizioni del Bradipo, 1995
- Caro Duddù, due lettere a Raffaele La Capria, Milano: Exit e Lugo: Edizioni del Bradipo, 1999
- Carlo Emilio Gadda e Goffredo Parise, Se mi vede Cecchi sono fritto. Corrispondenza e scritti 1962-1973, a cura di Domenico Scarpa, Milano: Adelphi, 2015

## Premi letterari
- 1965: Premio Viareggio per Il padrone;[4]
- 1969: Premio Selezione Campiello per Il crematorio di Vienna;[5]
- 1982: Premio Strega[6] e Premio Selezione Campiello per Sillabario n. 2;[5]
- 1982: Premio Comisso per L'eleganza è frigida;[7]

## Filmografia
- co-sceneggiatore con Ermanno Olmi del cortometraggio Michelino 1ª B (1956), regia di E. Olmi
- co-sceneggiatore con Bruno Baratti, Elio Bartolini, Tonino Guerra, Pier Paolo Pasolini, Elio Petri, Giulio Questi, Gianni Puccini e Rodolfo Sonego de Il carro armato dell'8 settembre (1960), regia di Gianni Puccini
- co-sceneggiatore con Alberto Bevilacqua, Carlo Romano, Luciano Salce e Luciano Vincenzoni de La cuccagna (1962), regia di Luciano Salce
- co-sceneggiatore con Mauro Bolognini e Alberto Moravia di Agostino (1962), tratto dal romanzo omonimo di Alberto Moravia, regia di Mauro Bolognini
- co-sceneggiatore con Ennio Flaiano, Federico Fellini, Tullio Pinelli e Brunello Rondi de Le tentazioni del dottor Antonio, regia di Federico Fellini, episodio del film collettivo Boccaccio '70 (1962)
- co-sceneggiatore con Mauro Bolognini e Tullio Pinelli di Senilità (1962), tratto dal romanzo di Italo Svevo, regia di Mauro Bolognini
- idea di base per il film Una storia moderna - L'ape regina (1963), regia di Marco Ferreri, sceneggiatura di Rafael Azcona e Marco Ferreri, con la collaborazione di Diego Fabbri, Pasquale Festa Campanile e Massimo Franciosa
- co-sceneggiatore con Rodolfo Sonego de I miei cari, tratto da un proprio racconto, regia di Mauro Bolognini, episodio del film collettivo La mia signora (1964)
- co-sceneggiatore con Leonardo Benvenuti, Piero De Bernardi, Tonino Guerra e Giorgio Salvioni de La balena bianca, regia di Mauro Bolognini, episodio del film a episodi filmati e animati La donna è una cosa meravigliosa (1964)
- co-sceneggiatore con Castellano e Pipolo e Luciano Salce de La moglie bionda, regia di Luciano Salce, episodio del film collettivo Oggi, domani, dopodomani (1965)
- scrittura teatrale riadattata allo schermo da Mauro Bolognini, Ottavio Jemma e Vittorio Schiraldi de L'assoluto naturale (1969), regia di Mauro Bolognini.
- scrittura del romanzo adattato allo schermo da Giovanni Grimaldi de Il fidanzamento (1975), regia di Giovanni Grimaldi
- co-sceneggiatore con Tonino Cervi e Cesare Frugoni di Ritratto di borghesia in nero, tratto dal racconto La maestra di piano di Roger Peyrefitte per la regia (1977) di Tonino Cervi
- scrittura del romanzo adattato allo schermo da Franco Bernini, Mirco Garrone, Carlo Mazzacurati e Enzo Monteleone de Il prete bello (1989), regia di Carlo Mazzacurati
- scrittura del romanzo adattato allo schermo L'odore del sangue (2004), regia di Mario Martone.